# Seesker Höhen
Die Seesker Höhen, auch Seesker Höhe genannt (polnisch Wzgórza Szeskie), ist ein bewaldeter Höhenzug in Nordpolen und gleichzeitig eine Mesoregion nach der geomorphologischen Einteilung Polens.

## Geographie

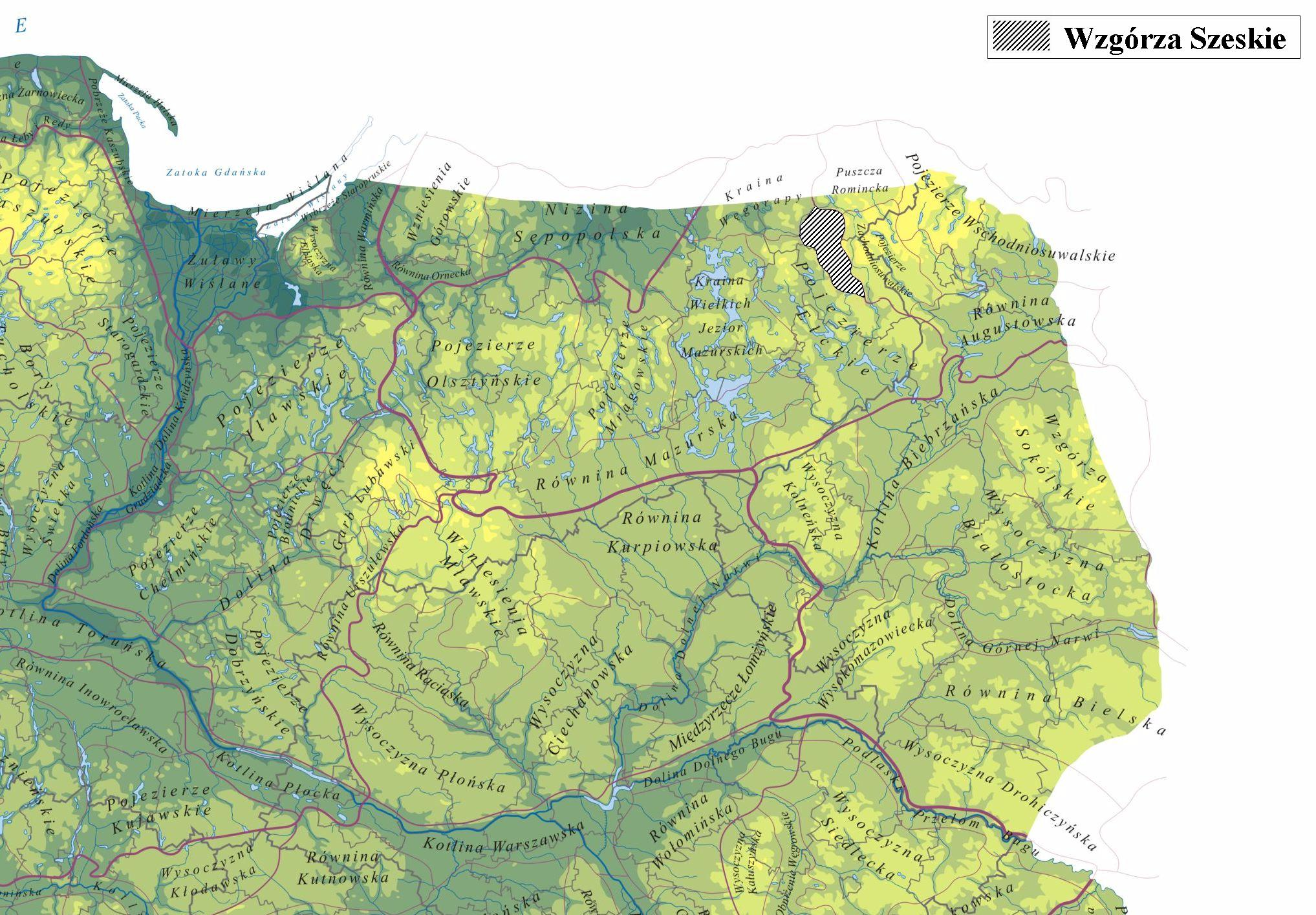
Die Seesker Höhe innerhalb der geomorphologischen Einteilung Polens

Der Höhenzug ist ein südlicher Teil des Baltischen Landrückens und liegt in der Woiwodschaft Ermland-Masuren im ehemaligen Ostpreußen, nahe der Grenze zur russischen Oblast Kaliningrad. Er begrenzt Masuren gegen Nordosten. Der Seesker Berg (Góra Szeska, 309 m) ist die dritthöchste Erhebung im nördlichen Polen.
Die Seesker Höhe entstand aus Moränen der Weichsel-Würm-Kaltzeit.

## Orte
Zu den Ortschaften, die unmittelbar in bzw. an der Seesker Höhe liegen, zählen:
- Gołdap (Goldap)
- Grabowo (Grabowen, 1938–1945 Arnswald)
- Kozaki (Kosaken, 1938–1945 Rappenhöh)
- Nasuty (Nossutten)
- Rożyńsk Wielki (Groß Rosinsko, 1938–1945 Großfreiendorf)
- Wilkasy (Wilkassen, 1938–1945 Kleineichicht)
- Wronki Wielkie (Groß Wronken, 1938–1945 Winterberg)

## Berge
- Góra Szeska (Seesker Berg, 309 m hoch)
- Tatarska Góra (Tannenkopf, 308 m)
- Góra Rudzka (Woitowosberg, 283 m)
- Góra Gołdapska (Goldaper Berg, 272 m)